# بول فاليري

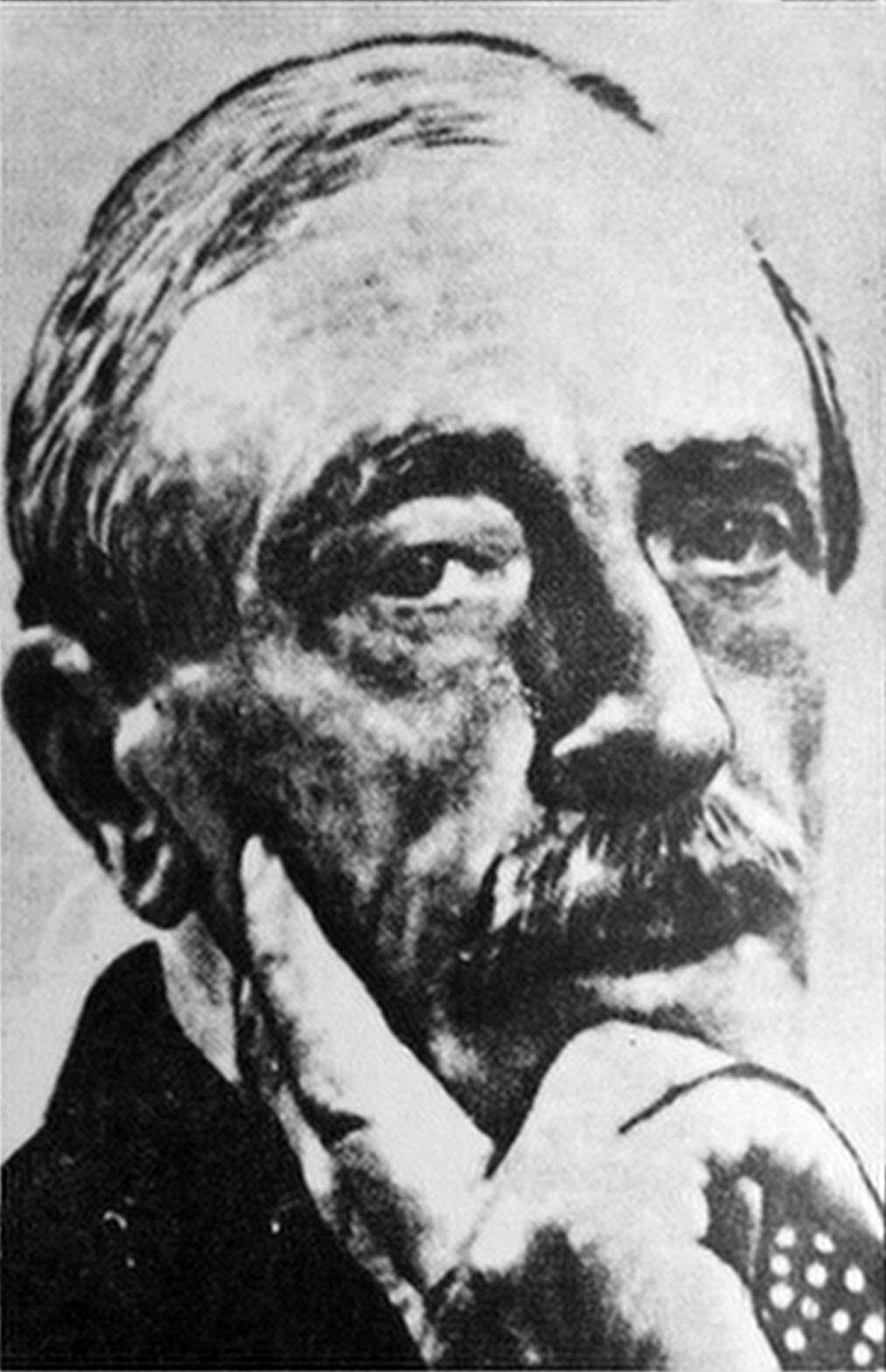
بول فاليري.

امبروز بول توسان فاليري (30 أكتوبر 1871 - 20 يوليو 1945م) Paul Valéry
شاعر فرنسي وكاتب مقالات وفيلسوف. كانت أهتمامته تشمل اشياء عديدة لذلك نستطيع أن نصنفه بأنه علامة. بأضافة إلى نظمه الشعر وكتابة الروايات (من مسرحيات ومحاورات). لقد دون العديد من المقالات والحكم في الفن والتاريخ والأدب والموسيقى وأحدث عديدة.

يعتبر بول فاليري أحد زعماء المدرسة الرمزية في الشعر الفرنسي الذي تألق قبل الحرب العالمية الأولى، واستمر ينشر الدواوين الشعرية: سهرة مع السيدة تيست ـ أبيات قديمة ـ بارك الشابة ـ سحر ـ اوبالينوس ـ روح الرقص ـ المقبرة البحرية ـ فاوست ـ نرجس.
الرمزية مدرسة ازدهرت في أواخر القرن التاسع عشر، وقد قامت لتناهض مذهب البرناسية الذي يرفض التعبير عن المشاعر الفردية، وقد دعا بول فاليري مع مجموعة من الشعراء وهم استيفان مالارميه، وبول فيرلين، وأرتور رامبو، وجان مورياس إلى قصيدة جديدة تعبر عن العالم الخارجي للشاعر وتطلق مافي النفس من رغبات ومافي الذهن من أحلام ومافي القلب من أحاسيس.
تأثر بول فاليري بالشاعر مالارميه إلا أنه حاول دائماً أن ينتقي العبارات، ويطرح الدلالات الخاصة، وأن يتوغل في متاهات النفس، وينثر أفكاراً مجردة..
أصدر فاليري مقطوعات شعرية تحت عنوان «نرجس» وهذه المقطوعات تحمل الأسطورة اليونانية عن نرجس الشاب الرائع الجميل الذي يعشق وجهه عندما يراه في ماء النبع الصافي. وأشهر ما يؤثر عن فاليري ـ على المستوى النظري ـ موقفه القائل بأن ترجمة الشعر إلى لغة أخرى، غير لغته التي نُسج بها أول مرة، يؤدي إلى فقدانه قدراً غير قليل من قيمته الحقيقية؛ فالشعر الحق هو كذلك في لغته، وقد تتغيّر هذه القيمة ـ زيادة ونقصاناً ـ حينما يُنقل إلى لغة أخرى.
يرى فاليري أن الإنسان في داخله نوع من الجمال والإحساس المبهم الخفي الذي لايفسر أحياناً وقد يرفض أسلوب هذا العالم الذي يحاصره، وينفذ إلى أعماق ذاته، يعشقها حتى الإعجاب والهوس.
بول فاليري يجسد الأشياء المجردة ويحولها إلى طاقات حسية يمكنك أن تلمسها أو تراها وتتخيلها من دون عناء

## أقوال مأثورة
- إن أوروبا تطمح حسب ما هو ضاهر ان تكون محكومة من طرف هيئة أمريكية، كل سياستها تتجه لهذا الأتجاه[5]

- القائد هو رجل يحتاج إلى رجال اخرين[6]
- الرجل الكفؤ هو رجل يقوم بأخطاء متبعا القواعد[6]
- البشر يتشابهون بما يخفونه ويتميزون بما يضهرونه[6]
- الأمور التي تهمنا نتحدث عنها نادر، كل ما هو حاضر دائما في الذهن يندر حضوره على الشفاه[6]
- إن ضعف القوة يحصل لما لا تؤمن إلا بالقوة[6]
- الموهبة بدون عبقرية ليست أمرا ذا شأن، العبقرية بدون موهبة لا شيء على الإطلاق[6]
- الذوق يتشكل من ألف أشمئزاز[6]
- أحيانا، إن شوكة موجودة في اجسادنا لا نطيقها، هي ما تجعلنا لا نطاق مع الناس[6]
- أفضل ما في الحديث هو ما يحيلنا إلى رغبة قديمة[6]
- الأنسان تافه بما يبحث عنه، وكبير بما يجده[6]
- السياسة فن منع الناس من الأهتمام بما يخصهم[6]
- الأسئلة تصنع الفيلسوف[6]
- القصيدة، ذلك التردد الطويل بين الصوت والمعنى[6]
- كل إنسان يعلم كمية مهولة من الأشياء التي يجهل انه يعلمها[6]

## مؤلفاته
- «محاورة الشجرة» Dialogue de l'Arbre.
- سهرة مع السيدة تيست.
- أبيات قديمة.
- بارك الشابة.
- سحر.
- اوبالينوس.
- روح الرقص.
- المقبرة البحرية.*
- فاوست.
- نرجس.

## روابط خارجية
- بول فاليري على موقع IMDb (الإنجليزية)
- بول فاليري على موقع الموسوعة البريطانية (الإنجليزية)
- بول فاليري على موقع مونزينجر (الألمانية)
- بول فاليري على موقع ألو سيني (الفرنسية)
- بول فاليري على موقع ميوزك برينز (الإنجليزية)
- بول فاليري على موقع قاعدة بيانات الأفلام السويدية (السويدية)
- بول فاليري على موقع إن إن دي بي (الإنجليزية)
- بول فاليري على موقع كينوبويسك (الروسية)
- بول فاليري على موقع أوليمبيديا (الإنجليزية)